# Coupe des champions de la CONCACAF 1986
Navigation
Édition précédente Édition suivante
La Coupe des champions de la CONCACAF 1986 est la 22e édition de cette compétition.
Elle a été remportée par le LD Alajuelense face au SV Transvaal sur le score cumulé de cinq buts à deux.

## Participants
Un total de 21 équipes provenant d'un maximum de 14 nations pouvaient participer au tournoi. Elles appartenaient aux zones Amérique du Nord, Amérique Centrale et Caraïbes de la CONCACAF.
Le tableau des clubs qualifiés était le suivant :
| Nation                                    | Club                       | Raison de qualification                                         |
| Zone Amérique du Nord / Amérique Centrale |                            |                                                                 |
| Deuxième tour                             |                            |                                                                 |
| Salvador                                  | Alianza FC                 | Vainqueur de la deuxième phase du championnat du Salvador 1985. |
| Guatemala                                 | Juventud Retalteca         | Second du championnat du Guatemala 1985.                        |
| Costa Rica                                | LD Alajuelense             | Champion du Costa Rica 1983-84.                                 |
| Honduras                                  | CD Marathón                | Champion du Honduras 1985.                                      |
| Belize                                    | Real Verdes                | Méthode de qualification inconnue.                              |
| Premier tour                              |                            |                                                                 |
| Salvador                                  | CD Atlético Marte          | Second de la deuxième phase du championnat du Salvador 1985.    |
| Guatemala                                 | CSD Comunicaciones         | Champion du Guatemala 1985.                                     |
| Costa Rica                                | Deportivo Saprissa         | Second du championnat du Costa Rica 1983-84.                    |
| Honduras                                  | CD Motagua                 | Troisième du championnat du Honduras 1985.                      |
| États-Unis                                | Greek American AA          | Vainqueur de la National Challenge Cup 1985.                    |
| Bermudes                                  | Pembroke Hamilton Club     | Champion des Bermudes 1984-85.                                  |
| Zone Caraïbes                             |                            |                                                                 |
| Troisième tour                            |                            |                                                                 |
| Jamaïque                                  | Seba United                | Méthode de qualification inconnue.                              |
| Deuxième tour                             |                            |                                                                 |
| Antilles néerlandaises                    | Union Deportivo Banda Abou | Champion des Antilles néerlandaises 1985                        |
| Antilles néerlandaises                    | SV Juventus                | Vice-champion des Antilles néerlandaises 1985                   |
| Suriname                                  | SV Robinhood               | Champion du Suriname 1985.                                      |
| Premier tour                              |                            |                                                                 |
| Trinité-et-Tobago                         | Trintoc                    | Champion de Trinité-et-Tobago 1986.                             |
| Trinité-et-Tobago                         | Sirocco FC                 | Second du championnat de Trinité-et-Tobago 1986.                |
| Suriname                                  | SV Transvaal               | Second du championnat du Suriname 1985.                         |
| Martinique                                | Olympique du Marin         | Champion de la Martinique 1985.                                 |
| Guadeloupe                                | CS Moulien                 | Champion de Guadeloupe 1984-85.                                 |
| Guyane                                    | SC Kouroucien              | Méthode de qualification inconnue.                              |

## Calendrier
| Tour                          | Nom                    | Date aller            | Date retour            | Équipes participantes | Équipes restantes |
| Phase de qualification (1986) |                        |                       |                        |                       |                   |
| 1                             | Phase de qualification | 22 mars - 6 septembre | 22 mars - 6 septembre  | 21                    | 21 à 4            |
| Phase finale (1986/1987)      |                        |                       |                        |                       |                   |
| 1                             | Demi-finale            | 21 sept. - 9 novembre | 27 sept. - 23 novembre | 4                     | 4 à 2             |
| 2                             | Finale                 | 7 février             | 11 février             | 2                     | 2 à 1             |

## Compétition

### Phase de qualification

#### ZoneAmérique du Nord/Amérique Centrale

##### Premier tour
| Date             | Pays | Club                   | Aller | Retour | Club                     | Pays | Commentaire                 |
| 22 mars / 18 mai |      | Pembroke Hamilton Club | 1-0   | 0-1    | New York Greek-Americans |      | Tirs au but (Score inconnu) |
| 4 / 18 mai       |      | Deportivo Saprissa     | 0-3   | 2-0    | CSD Comunicaciones       |      |                             |
| 4 / 18 mai       |      | CD Atlético Marte      | 1-0   | 1-4    | CD Motagua               |      |                             |

##### Deuxième tour
| Date                 | Pays | Club               | Aller | Retour | Club                   | Pays | Commentaire       |
| 4 / 18 mai           |      | Juventud Retalteca | 1-1   | 0-2    | LD Alajuelense         |      |                   |
| 4 / 18 mai           |      | CD Marathón        | 0-1   | 1-0    | Alianza FC             |      | Tirs au but : 4-2 |
| 22 / 28 juin         |      | Real Verdes        | 2-1   | 0-3    | Pembroke Hamilton Club |      |                   |
| 27 juillet / 10 août |      | CSD Comunicaciones | 1-1   | 1-2    | CD Motagua             |      |                   |

##### Troisième tour
| Date                  | Pays | Club           | Aller | Retour | Club                   | Pays | Commentaire |
| 27 juillet / 10 août  |      | LD Alajuelense | 1-0   | 1-1    | Alianza FC             |      |             |
| 31 août / 6 septembre |      | CD Motagua     | 3-2   | 0-3    | Pembroke Hamilton Club |      |             |

#### ZoneCaraïbes

##### Premier tour
| Date               | Pays | Club               | Aller | Retour | Club         | Pays | Commentaire |
| 26 mars / 9 avril  |      | Olympique du Marin | 0-1   | 0-0    | CS Moulien   |      |             |
| 26 mars / 9 avril  |      | Sirocco FC         | 2-2   | 1-2    | Trintoc      |      |             |
| 26 mars / 13 avril |      | SC Kouroucien      | 0-1   | 0-2    | SV Transvaal |      |             |

##### Deuxième tour
| Date              | Pays | Club         | Aller | Retour | Club                       | Pays | Commentaire |
| 21 avril / 2 mai  |      | SV Juventus  | 0-5   | 0-4    | SV Robinhood               |      |             |
| 23 avril / 2 mai  |      | Trintoc      | 1-1   | 2-1    | CS Moulien                 |      |             |
| 27 avril / 25 mai |      | SV Transvaal | 5-1   | 1-2    | Union Deportivo Banda Abou |      |             |

##### Troisième tour
| Date              | Pays | Club         | Aller | Retour | Club         | Pays | Commentaire |
| 24 sept. / 8 oct. |      | Seba United  | 1-1   | 0-1    | Trintoc      |      |             |
| 12 / 24 octobre   |      | SV Robinhood | 2-2   | 0-1    | SV Transvaal |      |             |

### Phase Finale

#### Tableau
|  |                                   |                              |              |            |            |   |   |        |        |        |        |        |
|  | 1/2 finale                        | 1/2 finale                   | 1/2 finale   | 1/2 finale | 1/2 finale |   |   | Finale | Finale | Finale | Finale | Finale |
|  | 21 septembre et 27 septembre 1986 |                              |              |            |            |   |   |        |        |        |        |        |
|  |                                   |                              |              |            |            |   |   |        |        |        |        |        |
|  | LD Alajuelense                    |                              | 4            | 0          |            |   |   |        |        |        |        |        |
|  | LD Alajuelense                    | 7 février et 11 février 1987 | 4            | 0          |            |   |   |        |        |        |        |        |
|  | Pembroke Hamilton Club            |                              | 0            | 1          |            |   |   |        |        |        |        |        |
|  | Pembroke Hamilton Club            | LD Alajuelense               | 0            | 1          |            | 2 | 2 |        |        |        |        |        |
|  | 9 novembre et 23 novembre 1986    | LD Alajuelense               |              |            |            | 2 | 2 |        |        |        |        |        |
|  |                                   |                              | SV Transvaal |            | 1          | 1 |   |        |        |        |        |        |
|  | SV Transvaal                      |                              | SV Transvaal | 4          | 1          | 1 | 0 | 0(4)   |        |        |        |        |
|  | SV Transvaal                      |                              |              | 4          |            |   | 0 | 0(4)   |        |        |        |        |
|  | Trintoc                           |                              | 2            | 2          | 0(3)       |   |   |        |        |        |        |        |
|  | Trintoc                           |                              | 2            | 2          | 0(3)       |   |   |        |        |        |        |        |

#### Demi-finale
| Pays | Club           | Aller | Retour | Club                   | Pays | Commentaire       |
|      | LD Alajuelense | 4-0   | 0-1    | Pembroke Hamilton Club |      |                   |
|      | SV Transvaal   | 4-2   | 0-2    | Trintoc                |      | Tirs au but : 4-3 |

#### Finale
| Match aller    | LD Alajuelense                                                          | 4:1 | SV Transvaal   | Stade Alejandro Morera Soto Alajuela, Costa Rica |  |
| 7 février 1987 | Luis Fernández x · Juan Cayasso x · Buteur inconnu x · Buteur inconnu x |     | Buteur inconnu |                                                  |  |

| Match retour    | SV Transvaal   | 1:1 | LD Alajuelense | Stade Alejandro Morera Soto Alajuela, Costa Rica |  |
| 11 février 1987 | Buteur inconnu |     | Buteur inconnu |                                                  |  |

| Champion de la CONCACAF 1986 |
| ---------------------------- |
| Drapeau du Costa Rica        |
| LD Alajuelense Premier Titre |